# イタルデザイン・アズテック
イタルデザイン・アズテック（Italdesign Aztec）は1988年にイタルデザインの創業20周年を記念して発表されたコンセプトカーである。

## 概要
アズテックは1988年のトリノモーターショーで発表された。運転席と助手席が分かれたデザインになっており、両者はヘッドホンとインカムを使用して会話を行うシステムとなっている。ルーフが取り外し可能なスピードスタースタイルのアルミ製ボディで、ドアが通常の横開き、同時にウィンドウ及びルーフがガルウィングドアのように上に開くデザインとなっている。サイドミラーはル・マンに影響を受けたデザインとなっており、カーボンファイバー製のリアウィングやロールバーも取り付けられている。

ボディ両側にコントロールパネルが取り付けられているのが特徴で、パネルに記された3桁のコードを入力すると、タイヤの空気圧を変更するコンプレッサーや消化器、懐中電灯など特定の機能を作動させることができる。また、側面のパネルには12VのDCソケットやベンチレーターのスイッチ、ブレーキレベルのメーターなども配置されている。
インテリアは革で覆われ、ステアリング・ホイールはナルディ製。助手席にはステアリングホイールのような形状のインストルメンタルパネルがあり、エンジンタイミングやダンパー、通信のコントロールなどが行える。センターコンソールには衛生ナビゲーションシステムが組み込まれている。
エンジンは当初アウディ製3.6L V8エンジンを搭載する計画だったが期間内にエンジンが完成しなかったため、アウディ製直列5気筒DOHCエンジンがミッドシップに横置きで搭載された。最高出力は200PS（147kW; 197hp)、最大トルク270Nm（199lb-ft）/3,000rpmを発揮するが、ボディ側面のパネルには250HPと記されている。
ランチア・デルタHFインテグラーレに由来する四輪駆動システムを搭載し、トランスミッションは5速MTを搭載する。
ジョルジェット・ジウジアーロと共同でイタルデザインを設立した実業家の宮川秀之が設立した、トリノを拠点とするインパクト社がアズテックの権利を購入。日本で50台の限定販売する計画を立てていたが、ドイツの型式認定を取得した後に価格が50万ドイツマルク(約4000万円)と高額になってしまったこととバブル崩壊が重なり、日本での独占販売は行われなかった。独占販売は行われなかったが、日本には2台が上陸している。2015年には豊橋市で開催されたヒストリックカーミーティングin豊橋に登場した。日本に現存する2台のうち走行可能なのはこの1台のみである。また、2017年には丸子中央病院にて宮川秀之のトークショーが開催された際、BMW・M1とともにアズテックが展示された。製造台数は18台とする説と25台未満としている説がある。

## 映画
アズテックは1990年のSFホラー映画である「フランケンシュタイン／禁断の時空」に主人公の乗る車両として登場した。

1996年にはイタリアのSFコメディ映画である「A spasso nel tempo」に登場した。

## 参照
1. ↑  https://www.car-revs-daily.com/2015/12/04/concept-flashback-1988-italdesign-aztec/
2. ↑   https://petrolicious.com/articles/driven-by-design-italdesign-aztec
3. ↑   https://www.webcg.net/articles/-/38652
4. ↑   https://www.car-revs-daily.com/2015/12/04/concept-flashback-1988-italdesign-aztec/
5. ↑   https://web.archive.org/web/20130211202134/http://www.audistory.24max.de/old1/html/ecaztec.htm
6. ↑   https://octane.jp/articles/detail/9938
7. ↑   https://www.gaisha-oh.com/soken/italdesign-aztec/
8. ↑   https://vague.style/post/33893
9. ↑   https://www.webcartop.jp/2023/04/1090272/2/
10. ↑   https://www.sobanoyokozuki.com/topics3/15/historic/01.html
11. ↑   https://maruko-hp.jp/informations/宮川秀之トークショーが開催されました%E3%80%82/
12. ↑   https://news.livedoor.com/article/detail/13509824/
13. ↑   https://www.corism.com/special/event/3238.html
14. ↑   https://www.hagerty.com/media/buying-and-selling/this-italdesign-aztec-is-a-90s-spaceship/
15. ↑   https://www.italdesign.it/en/project/aztec/
16. ↑   https://360carmuseum.com/en/museum/26/exhibit/1311